# Épaignes
Épaignes ist eine französische Gemeinde mit 1.562 Einwohnern (Stand: 1. Januar 2022) im Département Eure in der Region Normandie. Sie gehört zum Arrondissement Bernay und zum Kanton Beuzeville. Die Einwohner werden Épagnols genannt.

## Geografie
Épaignes liegt etwa 34 Kilometer südöstlich von Le Havre im Lieuvin. Umgeben wird Épaignes von den Nachbargemeinden Vannecrocq und Saint-Symphorien im Norden, Selles im Nordosten, Saint-Siméon im Osten, La Poterie-Mathieu im Südosten, Lieurey im Südosten und Süden, Saint-Sylvestre-de-Cormeilles im Süden und Südwesten sowie la Chapelle-Bayvel im Westen.

## Bevölkerungsentwicklung
| 1962                       | 1968 | 1975 | 1982 | 1990 | 1999 | 2006 | 2019 |
| -------------------------- | ---- | ---- | ---- | ---- | ---- | ---- | ---- |
| 934                        | 947  | 964  | 1029 | 1090 | 1158 | 1236 | 1580 |
| Quellen: Cassini und INSEE |      |      |      |      |      |      |      |

## Sehenswürdigkeiten

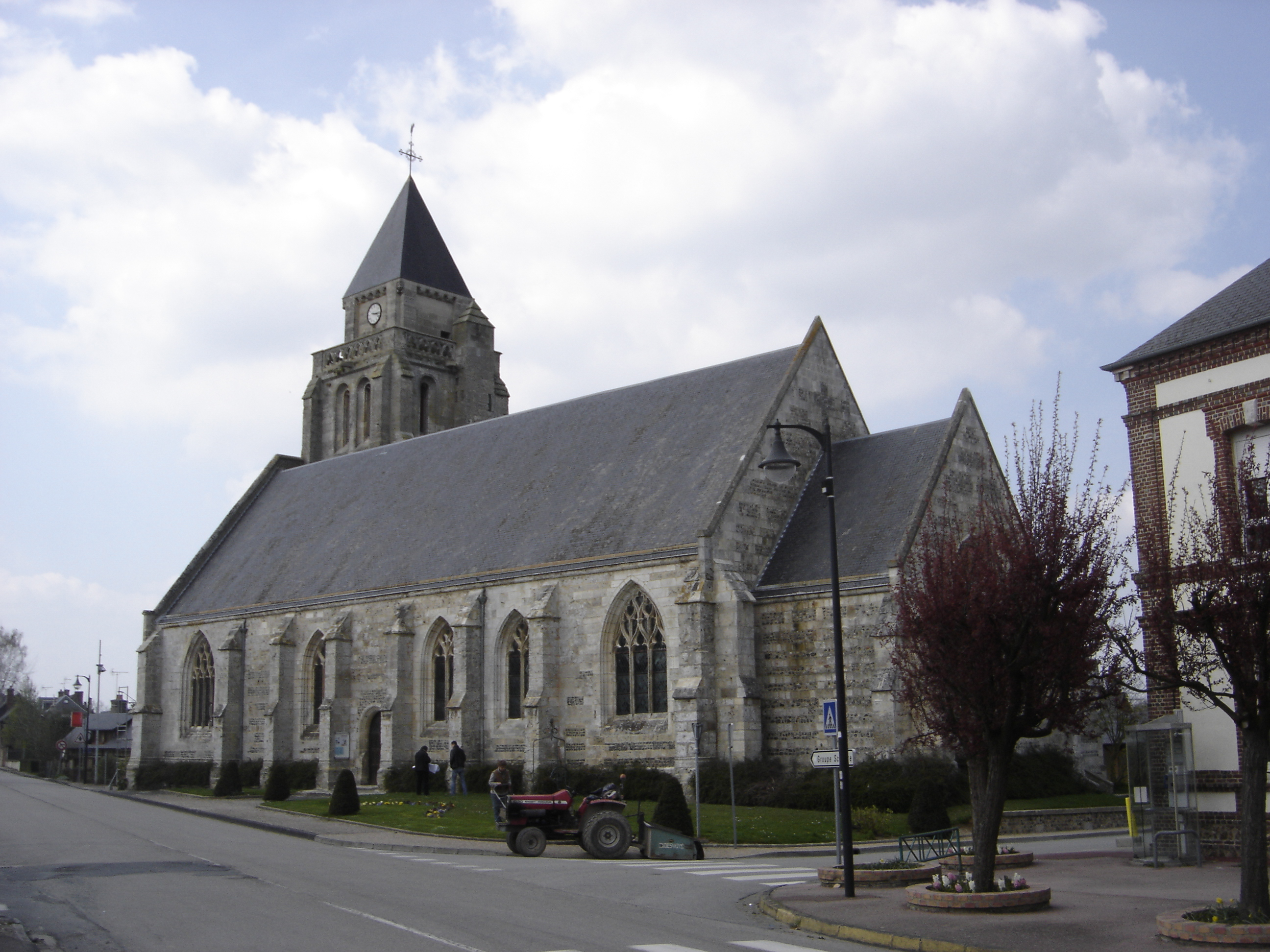
Kirche Saint-Antonin

- Kirche Saint-Antonin

## Persönlichkeiten
- Hervé Morin (* 1961), Politiker (UDI, NC), Verteidigungsminister (2007–2010), Bürgermeister von Épaignes seit 1995